# 파란색선 (몬트리올)
5호선 파란색 선(프랑스어: Ligne bleue 또는 Ligne 5) 은 몬트리올 교통공사 (STM) 가 운행하는 몬트리올 지하철 노선 중 하나로 몬트리올의 코트데네이주-노트르담드그라스, 우트르몽, 빌르레이-생미셸-파크엑스탕시옹 지역구를 잇는 남서-북동간 지선 노선이다. 파란색 선은 코트데네이주 (Côte-des-Neiges) 지역의 스노든 역에서 생미셸 (Saint-Michel) 지역의 생미셸역까지 이으며 스노든과 장 탈롱 역에서 2호선 오렌지 선과 연결된다. 1986년과 88년에 걸쳐 완공된 이 노선은 몬트리올 시내를 지나지 않는 유일한 노선이기도 하다.
파란색 선은 현재 동쪽으로 생레오나르와 앙주까지 연장하는 방안이 추진되고 있으며 2019년에 연방 정부가 공사 예산을 지원함으로써 2026년 완공을 목표로 지하철 연장 공사에 들어간 상태이다.

## 연혁
- 1975년: 파란색 선 착공
- 1986년 6월 16일: 생미셸 - 드카스텔노역 구간 개통
- 1987년 6월 15일: 파크역 개통
- 1988년 1월 4일: 스노든 - 우트르몽역 구간 개통
- 1988년 3월 28일: 아카디역 개통
- 1989년: 퀘벡 주정부 파란색 선 앙주 연장 발표, 경기 침체로 계획 무산
- 1998년: 라발로 지하철이 연장되면서 파란색 선 피뇌프 연장이 승인되지만 공사 비용 문제로 계획 무산[2][3]
- 2013년 9월 20일: 퀘벡 주정부 파란색 선 앙주 연장 발표
- 2016년 2월 5일: 지하철 연장에 드는 예상 비용이 기존 15억 달러에서 30억 달러로 불어남.[4]
- 2018년 4월 9일: 연방 및 주정부가 지하철 연장에 필요한 전담 사무실을 설치하기 위해 1600만 달러를 투자할 방침을 발표하였다.[5] 또한 퀘벡 정부는 지하철 연장 부지 매입을 위해 3억 3천만 달러를 투자할 방침을 발표하였다.
- 2019년 초: 지하철 연장 전담 사무실 개장[6]
- 2019년 7월 4일: 연방 정부, 2026년 개통을 목표로 파란색 선 연장에 13억 달러 지원[7]

## 운행 체계
파란색 선은 스노든역에서 출발하여 동쪽으로 몬트리올 대학교가 있는 위니베르시테 드 몽레알과 에두아르 몽프티역까지 가로지른 다음에 우트르몽 지역에 다다라서 파크역까지 동북쪽으로 올라간다. 이후 장 탈롱을 따라 동쪽으로 종점인 생미셸역까지 이어진다.

### 운행 시간 및 배차 간격
파란색 선은 기존에 다른 지하철 노선에 비해 막차 시간이 이른 편이였으나, 2017년 3월 27일부터 STM에서 노란색 선을 제외한 몬트리올 지하철 세 개 노선의 배차를 증편하고 파란색 선의 막차 시간을 30분 연장하여 두 종착역 기준으로 평일과 일요일 아침 5시 30분부터 밤 12시 45분까지, 토요일에는 아침 5시 30분부터 새벽 1시 15분까지 운행하게 된다. 막차 시각 이후에는 스노든역에서 우트르몽역까지 운행하는 368번 아브뉘 뒤 몽루아얄 또는 아카디역부터 장 탈롱을 따라 동쪽으로 운행하는 372번 장 탈롱 심야 버스를 이용할 수 있다.
배차 간격은 평일 러시 아워 (오전 7-9시, 오후 4-6시)에는 4-5분, 평상시에는 5-10분 간격이고 주말에는 8-11분 간격으로 운행한다. 2017년 3월 27일부터 파란색 선의 배차 증편으로 평일 오후 6시 30분부터 오후 10시 30분까지 최대 5분 간격으로 운행하게 된다.

### 역 목록
| 역 이름                | 원어 명칭              | 개통일                                                   | 역명 관련 도로명                                                                | 이름의 유래                                                                   |
| ---------------------- | ---------------------- | -------------------------------------------------------- | ------------------------------------------------------------------------------- | ----------------------------------------------------------------------------- |
|                        |                        |                                                          |                                                                                 |                                                                               |
| 스노든                 | Snowdon                | 1981년 9월 7일 (오렌지 선) 1988년 1월 4일 (파란색 선)    | 뤼 스노든 (Rue Snowdon)                                                         | J. 스노든, 근처 부동산 지주                                                   |
| 코트데네이주           | Côte-des-Neiges        | 1988년 1월 4일                                           | 슈망 드 라 코트데네이주 (Chemin de la Côte-des-Neiges)                          | 18세기 동네 지명 노트르담데네이주 (Notre-Dame-des-Neiges)                     |
| 위니베르시테 드 몽레알 | Université-de-Montréal | 1988년 1월 4일                                           | 몬트리올 대학교                                                                 | 몬트리올 대학교의 불어 표기                                                   |
| 에두아르 몽프티        | Édouard-Montpetit      | 1988년 1월 4일                                           | 불바르 에두아르 몽프티 (Boulevard Édouard-Montpetit)                            | 에두아르 몽프티, 몬트리올 대학교 전 교수                                      |
| 우트르몽               | Outremont              | 1988년 1월 4일                                           | 아브뉘 우트르몽 (Avenue Outremont) 우트르몽 지역구 (Arrondissement d'Outremont) | 주요 부동산 지주                                                              |
| 아카디                 | Acadie                 | 1988년 3월 28일                                          | 불바르 드 라카디 (Boulevard de l'Acadie)                                        | 1755년과 1764년 사이에 아카디아 인들의 축출 200주년을 기리기 위해 지어진 이름 |
| 파크                   | Parc                   | 1987년 6월 15일                                          | 아브뉘 뒤 파크 (Avenue du Parc)                                                 | 몽루아얄 공원                                                                 |
| 드카스텔노             | De Castelnau           | 1986년 6월 16일                                          | 슈망 드 카스텔노 (Chemin de Castelnau)                                          | 에두아르 드 카스텔노, 프랑스의 군인                                           |
| 장 탈롱                | Jean-Talon             | 1966년 10월 14일 (오렌지 선) 1986년 6월 16일 (파란색 선) | 뤼 장 탈롱 (Rue Jean-Talon)                                                     | 장 탈롱, 누벨프랑스의 지방장관                                                |
| 파브르                 | Fabre                  | 1986년 6월 16일                                          | 뤼 파브르 (Rue Fabre)                                                           | 에두아르 샤를 파브르, 몬트리올의 세 번째 대주교                               |
| 디베르빌               | D'Iberville            | 1986년 6월 16일                                          | 뤼 디베르빌 (Rue d'Iberville)                                                   | 피에르 르모인 디베르빌, 프랑스계 캐나다인 탐험가 및 루이지애나주의 설립자     |
| 생미셸                 | Saint-Michel           | 1986년 6월 16일                                          | 불바르 생미셸 (Boulevard Saint-Michel)                                          | 미카엘                                                                        |

#### 장애인 편의시설
2017년 1월 현재 파란색 선 중에서 휠체어 승객을 위한 엘리베이터가 구비되어 있는 역은 스노든역밖에 없으며 오렌지 선과 환승이 가능한 장 탈롱역은 지상층과 개찰구, 오렌지 선 승강장으로 이어지는 엘리베이터가 2015년에 설치되었지만 파란색 선 승강장으로 이어지는 엘리베이터가 존재하지 않아 현재 파란색 선으로 휠체어를 타고 다닐 수 있는 곳이 사실상 없는 편이다.
몬트리올 교통공사는 2022년까지 위니베르시테 드 몽레알, 우트르몽, 장 탈롱역 파란색 승강장 및 디베르빌역에 엘리베이터를 설치할 계획으로 이에 따라 엘리베이터가 설치된 역이 기존 1개에서 5개로 늘어날 전망이다. STM은 또한 장기적으로 2038년까지 모든 지하철역에 엘리베이터를 설치할 계획이기도 하다.

### 이동통신망
2013년부터 2020년까지 캐나다의 4대 주요 이동통신사인 벨, 로저스, 텔러스, 비데오트롱은 지하철역과 터널 내부에 3G, 4G 및 4G LTE 통신망을 설치하였으며 이에 따라 파란색 선의 모든 역에서 휴대폰을 이용할 수 있다.

## 같이 보기
- 1호선 녹색 선
- 2호선 오렌지 선
- 4호선 노란색 선